# 八木美樹
八木 美樹（やぎ みき、2006年12月11日 - ）は、日本の女優で、女性アイドルグループさくら学院の元メンバー。所属事務所はアミューズ。大阪府出身。

## 略歴
2017年5月7日に開催された「さくら学院 2017年度 〜転入式〜」にて、女性アイドルグループ「さくら学院」に転入（加入）した。
2020年2月12日に開催された公演「The Road to Graduation 2019 ～Happy Valentine～」において、同グループ内派生ユニット（部活動）の「購買部」に「仮入部」するという名目で購買部のメンバーとしての活動を開始。
2020年9月14日に配信されたインターネットレギュラー番組『さくら学院の顔笑れ!!FRESH!マンデー』において生徒会副会長に任命された。
2020年11月15日に開催された「10th Anniversary さくら学院☆2020 ～Departure～」において「購買部」の正規部員としての活動を開始した。
2021年8月29日に開催された「さくら学院 The Final ～夢に向かって～」をもって、さくら学院活動終了(閉校)に伴い、さくら学院を卒業。
2025年8月7日、『仮面ライダーゼッツ』の制作発表会見において、主人公の万津莫 / 仮面ライダーゼッツの妹の万津美浪（よろずみなみ） 役として出演することが発表された。

## 人物
特技はけん玉。さくら学院への「転入式」ではけん玉を披露した。
2025年3月、インスタグラムにおいて4月から大学に進学することを報告した。

## 出演

### テレビ番組

#### ドラマ
- リズム 第2話・第4話（2023年7月5日 - 7月26日、フジテレビ） - ダンス部部長・天野七海 役
- おむすび (テレビドラマ) 第1週第5話（2024年10月4日、NHK総合）- 米田歩の友人・友子 役
- 仮面ライダーゼッツ（2025年9月7日 - 〈予定〉、テレビ朝日） - 万津美浪 役[9]

#### バラエティ
- 超無敵クラス（日本テレビ、2022年12月11日、12月25日、2023年1月15日から2月26日までの毎週、2023年3月12日、3月18日（特番））

### 映画
- カラオケ行こ!（2024年1月12日公開、KADOKAWA） - 中川 役[10]
- 顔だけじゃ好きになりません（2025年3月公開、アスミック・エース）

### CM・PV・MV・イメージモデル
- 「ゆめいろリカちゃん」ダンスビデオ・ダンスレッスンビデオ　（タカラトミーYouTube公式チャンネル、2020年2月27日）
- 東洋学園大学ブランデッドコンテンツ「キラキラしてないわたしたちへ 」第1話（東洋学園大学YouTube公式チャンネル、2022年11月20日）
- キム・ヒョンジュン「花路」MV（HENECIA MUSIC Youtube公式チャンネル、2023年3月）
- アミューズメント施設 アピナ ブランディングムービー 『はじめて手を繋いだ日』編（2024年[11]）
- スマイルゼミ 高校生コース スチールモデル（2025年）

### 舞台
- 「幸せになるために」（STRAYDOG、2022年8月3日 - 7日（「劇」小劇場）8月13日 - 14日（HEP HALL））
- 「女の子ものがたり」（STRAYDOG、2023年3月4日・5日（ABCホール）15日 - 19日（CBGKシブゲキ!!））
- 「呪術廻戦 0 WITH LIVE BAND」2024年12月13日 - 29日（天王洲 銀河劇場）2025年1月18日 - 19日〈予定〉（SkyシアターMBS）- 枷場菜々子 役[12]

### イベント
- 新谷ゆづみ BIRTHDAY EVENT 2023（2023年7月22日、ジールシアター東京） - 第3部ゲスト

### プロジェクト
- U25 Creativeプロジェクト アイドル篇「いつもあなたのそばにいます」（株式会社スリーボンドYouTube公式チャンネル、2022年7月22日）

※出典